# Tolo Tolo
Pour plus de détails, voir Fiche technique et Distribution.
Tolo Tolo est une comédie italienne écrite et réalisée par Checco Zalone et sortie le 1er janvier 2020 en Italie. Le film a réuni 6 666 244 spectateurs dans les salles avant que les cinémas italiens ne ferment le 8 mars 2020 par mesure de confinement.

## Synopsis
Checco est un jeune entrepreneur apulien qui a ouvert un restaurant de sushi dans sa ville Spinazzola. Un mois plus tard, il doit mettre la clef sous la porte et décide d'émigrer en urgence en Afrique pour éviter de devoir payer ses dettes. Il trouve un emploi de serveur dans une station touristique kényane, mais une guerre civile se déclare bientôt dans le pays. Il décide alors d'accompagner des réfugiés africains qui tentent de gagner l'Europe dans un bateau de fortune. Pourtant, il ne veut pas rentrer en Italie. Il préférerait aller au Liechtenstein pour son secret bancaire et son taux d'impôt moindre.

## Fiche technique
Sauf indication contraire, les informations mentionnées dans cette section peuvent être confirmées par la base de données cinématographiques IMDb,  présente dans la section « Liens externes ».
- Titre original : Tolo Tolo
- Réalisation : Checco Zalone
- Scénaristes : Checco Zalone, Paolo Virzì
- Photographie : Fabio Zamarion
- Montage : Pietro Morana
- Musique : Checco Zalone
- Décors : Carolina Ferrara
- Costumes : Monica Simeone
- Producteurs : Pietro Valsecchi
- Sociétés de production : Medusa Film, Taodue Film
- Sociétés de distribution : Medusa Distribuzione
- Format : Couleur
- Pays de production :  Italie
- Langue de tournage : italien
- Durée : 103 minutes
- Genre : drame
- Dates de sortie :
  -  Italie : 1er janvier 2020
  -  : 8 janvier 2021 (vidéo à la demande)

## Distribution
- Checco Zalone : Pierfrancesco « Checco » Zalone
- Souleymane Sylla : Oumar
- Manda Touré : Idjaba
- Nassor Said Birya : Doudou
- Alexis Michalik : Alexandre Lemaître
- Arianna Scommegna : Nunzia
- Antonella Attili : madame Lella
- Gianni D'Addario : Luigi Gramegna
- Nicola Nocella : avocat Russo
- Sara Putignano : Nicla (première épouse)
- Diletta Acquaviva : Barbara (seconde épouse)
- Maurizio Bousso : garçon d'Agadez
- Barbara Bouchet : madame Inge
- Nicola Di Bari : oncle Nicola
- Jean-Marie Godet : Général Ducros

## Production
Le tournage de ce film démarre début juillet 2019 et s'achève à la mi-septembre de la même année. Au cours du mois d'août 2019, Alexis Michalik est libéré de tournage pour se rendre sur celui d'Une sirène à Paris.

## Distinction
- David di Donatello 2021 : Meilleure chanson originale
- Globe d'Or : Meilleure comédie 2020[2]